# Xbox Game Studios
Xbox Game Studios (poprzednio Microsoft Studios i Microsoft Game Studios) – oddział przedsiębiorstwa Microsoft, odpowiedzialny za publikację gier na konsole Xbox, Xbox 360, Xbox One, Xbox Series oraz system Microsoft Windows. Studio zostało założone w 2002 roku równocześnie z premierą konsoli Xbox. Xbox Game Studios wydaje gry we współpracy z innymi producentami, po czym publikuje je pod ich markami. W 2019 roku nazwę przedsiębiorstwa zmieniono na Xbox Game Studios.
| Nazwa                        | Siedziba                       | Rok założenia | Rok zakupienia | Tytuły                                                                                                   |
| ---------------------------- | ------------------------------ | ------------- | -------------- | --- |
| 343 Industries               | Redmond                        | 2007          |                | Halo |
| Compulsion Games             | Montreal                       | 2009          | 2018           | Contrast, We Happy Few, South of Midnight                                                                |
| Double Fine                  | San Francisco                  | 2000          | 2019           | Psychonauts, Brütal Legend, Broken Age                                                                   |
| inXile Entertainment         | Newport Beach                  | 2002          | 2018           | The Bard’s Tale: Opowieści barda, Wasteland, Hunted: Kuźnia demona, Clockwork Revolution, Wasteland      |
| Mojang Studios               | Sztokholm                      | 2010          | 2014           | Minecraft                                                                                                |
| Ninja Theory                 | Cambridge                      | 2000          | 2018           | Hellblade, Bleeding Edge, Kung Fu Chaos                                                                  |
| Obsidian Entertainment       | Irvine                         | 2003          | 2018           | Pillars of Eternity, The Outer Worlds, Grounded, Pentiment                                               |
| Playground Games             | Royal Leamington Spa           | 2010          | 2018           | Forza Horizon, Fable                                                                                     |
| Rare                         | Twycross                       | 1985          | 2002           | Banjo-Kazooie, Conker, Battletoads, Perfect Dark, Killer Instinct, Viva Piñata, Sea of Thieves, Everwild |
| The Coalition                | Vancouver                      | 2010          |                | Gears of War                                                                                             |
| The Initiative               | Santa Monica                   | 2018          |                | Perfect Dark                                                                                             |
| Turn 10 Studios              | Redmond                        | 2001          |                | Forza |
| Undead Labs                  | Seattle                        | 2009          | 2018           | State of Decay                                                                                           |
| World’s Edge                 | Redmond                        | 2019          |                | Age of Empires                                                                                           |
| Xbox Game Studios Publishing | Redmond[niewiarygodne źródło?] | 2000          |                | |